# Elachorbis subtatei
Elachorbis subtatei là một ốc biển nhỏ, là động vật thân mềm chân bụng sống ở biển trong họ Turbinidae. Nó là loài duy nhất được tìm thấy ở New Zealand.